# Нарбонская Галлия

Римская провинция Нарбонская Галлия около 117 года

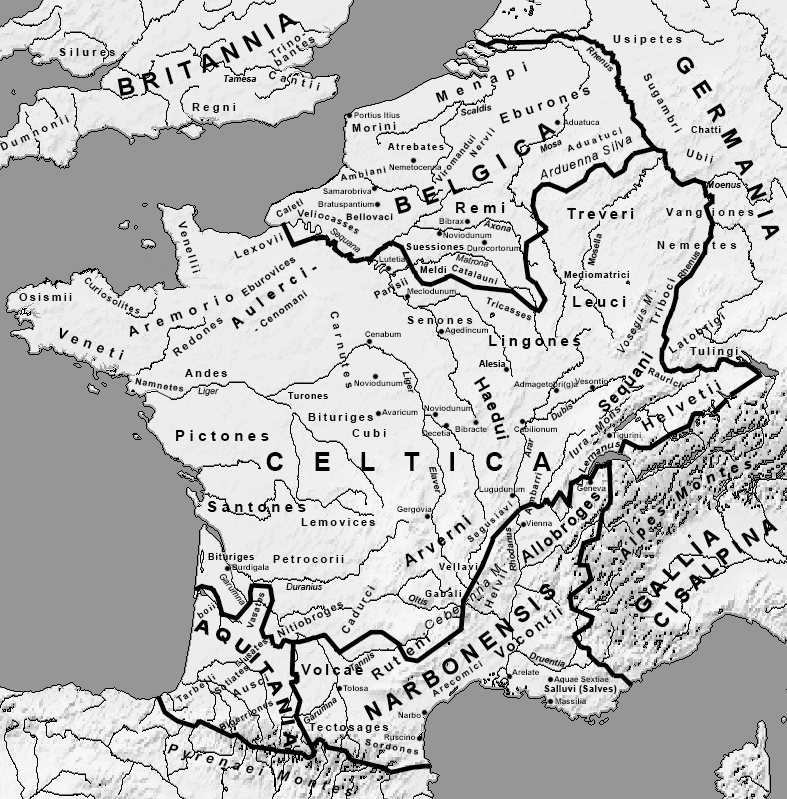
Римская провинция Нарбонская Галлия около 58 года до н. э.

Нарбо́нская Га́ллия (или Нарбоннская; лат. Gallia Narbonensis) — провинция Римской империи с центром в городе Нарбо-Марциус (лат. Narbo Martius), современная Нарбонна, расположенная на территории современных Лангедока и Прованса в южной Франции. До того, как в 22 году до н. э. император Август передал данную территорию под управление сената, именовалась Трансальпийской Галлией (лат. Gallia Transalpina). Одна из первых римских территорий за пределами Апеннинского полуострова, часто называемая в древнеримской литературе «Наша провинция» (лат. Provincia Nostra) или просто «Провинция» (лат. Provincia). Это название трансформировалось в название современной французской провинции Прованс.
Граничила с Италией на востоке, Аквитанией на западе, Тарраконской Испанией на юго-западе и Лугдунской Галлией на севере. Изначально владение этой провинцией позволяло Риму контролировать торговые маршруты между Италией и Испанией, а также по долине Роны между галльскими племенами и Массилией, а также предотвращать вторжения агрессивных галльских племён в Италию.

## Из истории
Эта область стала римской провинцией в 121 году до н. э. под названием лат. Gallia bracata от обычая галлов носить штаны (bracae), в противовес Цизальпийской Галлии, которую часто называли лат. Gallia togata — от обычая её жителей носить тоги по римскому образцу. Позже провинция была переименована в Нарбонскую Галлию после переноса её столицы в город Нарбо-Марциус (лат. Narbo Martius), основанный ещё в 118 году до н. э.